# مشیت‌الهی
مشیت‌گرایی (انگلیسی: providentialism)، یا عنایت الهی عبارت است از علم خداوند به آنچه باید هستی پذیرد. به طوری که موجود؛ به موجب عنایت خداوند باید، به بهترین و کامل‌ترین نظام موجود باشد.

## مشیت الهی
جابجا شدن و انتقال از مکانی به مکانی دیگر، مشیت (مَشْی‏) است که با اراده انجام می‌شود. و در راه رفتن معنوی نیز بکار رود که با اراده و قصد و عنایت و نگهداری خداوند است.

## رشد به اراده الهی
عنایت‏ (Providence) خداوند، صرفاً به معنی علم او به هر آنچه باید باشد، به بهترین وجه ممکن، نیست بلکه به معنی نگه‌داری او، این جهان را و ارشاد او، نظام جهان را، به اراده خود است. به این جهت گفته‌اند: خداوند عقل است و اراده است و محبت است.

## فرق عنایت وقضا و قدر
قضا عبارت است از حضور تمام موجودات در عالم عقلی، به نحو کلی و اجمالی و بر سبیل ابداع، در حالی که قدر عبارت است از وجود عینی و خارجی موجودات به نحو تفصیلی، و عنایت عبارت است از علم خداوند به موجودات به بهترین نظام و علم او به آلاتی که باید برای هر موجودی وجود داشته باشد، به نحوی که تمام کمالات ممکنه برای موجودات مترتب بر آن عنایت است.